# Скотт Мактоміней
Скотт Мактоміней (англ. Scott McTominay; нар. 8 грудня 1996, Ланкастер) — шотландський футболіст, півзахисник «Наполі» і національної збірної Шотландії.

## Клубна кар'єра
Вихованець клубу «Манчестер Юнайтед». Дебютував в основному складі «червоних дияволів» 7 травня 2017 року в матчі Прем'єр-ліги проти лондонського «Арсеналу». 
27 серпня 2024 Скотт перейшов до італійського «Наполі».

## Кар'єра в збірній
14 червня 2024 року матч-відкриття чемпіонату Європи 2024 проти збірної Німеччини став для нього ювілейним, 50-им, за збірну Шотландії.

## Статистика виступів

### Клубна
Станом на 8 жовтня 2023
| Клуб                | Сезон             | Ліга              | Ліга | Ліга  | Кубок | Кубок | Кубок ліги | Кубок ліги | Єврокубки | Єврокубки | Інші змагання | Інші змагання | Усього | Усього |
| Клуб                | Сезон             | Дивізіон          | Ігор | Голів | Ігор  | Голів | Ігор       | Голів      | Ігор      | Голів     | Ігор          | Голів         | Ігор   | Голів  |
| ------------------- | ----------------- | ----------------- | ---- | ----- | ----- | ----- | ---------- | ---------- | --------- | --------- | ------------- | ------------- | ------ | ------ |
| «Манчестер Юнайтед» | 2016–17           | Прем'єр-ліга      | 2    | 0     | 0     | 0     | 0          | 0          | 0         | 0         | —             | —             | 2      | 0      |
| «Манчестер Юнайтед» | 2017–18           | Прем'єр-ліга      | 13   | 0     | 3     | 0     | 3          | 0          | 4         | 0         | —             | —             | 23     | 0      |
| «Манчестер Юнайтед» | 2018–19           | Прем'єр-ліга      | 16   | 2     | 3     | 0     | 0          | 0          | 3         | 0         | —             | —             | 22     | 2      |
| «Манчестер Юнайтед» | 2019–20           | Прем'єр-ліга      | 27   | 4     | 2     | 0     | 1          | 0          | 7         | 1         | —             | —             | 37     | 5      |
| «Манчестер Юнайтед» | 2020–21           | Прем'єр-ліга      | 20   | 4     | 3     | 2     | 2          | 1          | 5         | 0         | —             | —             | 30     | 7      |
| «Манчестер Юнайтед» | 2021-22           | Прем'єр-ліга      | 30   | 1     | 2     | 1     | 0          | 0          | 5         | 0         | —             | —             | 37     | 2      |
| «Манчестер Юнайтед» | 2022-23           | Прем'єр-ліга      | 24   | 1     | 4     | 0     | 4          | 1          | 7         | 1         | —             | —             | 39     | 3      |
| «Манчестер Юнайтед» | 2023-24           | Прем'єр-ліга      | 5    | 2     | 0     | 0     | 0          | 0          | 1         | 0         | —             | —             | 6      | 2      |
| Усього за кар'єру   | Усього за кар'єру | Усього за кар'єру | 138  | 14    | 17    | 3     | 10         | 2          | 32        | 2         | 0             | 0             | 196    | 21     |

### Міжнародна
Станом на 8 жовтня 2023
| Національна команда | Рік    | Ігор | Голів |
| ------------------- | ------ | ---- | ----- |
| Шотландія           | 2018   | 5    | 0     |
| Шотландія           | 2019   | 7    | 0     |
| Шотландія           | 2020   | 7    | 0     |
| Шотландія           | 2021   | 9    | 1     |
| Шотландія           | 2022   | 9    | 0     |
| Шотландія           | 2023   | 6    | 6     |
| Усього              | Усього | 43   | 7     |

## Титули і досягнення
- Володар Кубка Футбольної ліги (1):

«Манчестер Юнайтед»: 2023
- Володар Кубка Англії (1):

«Манчестер Юнайтед»: 2023-24
- Чемпіон Італії (1):

«Наполі»: 2024-25